# University Park, Florida
University Park är en ort (CDP) i Miami-Dade County, i delstaten Florida, USA. Enligt United States Census Bureau har orten en folkmängd på 26 995 invånare (2010) och en landarea på 10,3 km².